# Theopompa borneana
Theopompa borneana är en bönsyrseart som beskrevs av Giglio-tos 1917. Theopompa borneana ingår i släktet Theopompa och familjen Liturgusidae. Inga underarter finns listade i Catalogue of Life.